# Býšť
Býšť är en ort i Tjeckien.   Den ligger i regionen Pardubice, i den centrala delen av landet, 110 km öster om huvudstaden Prag. Býšť ligger 249 meter över havet och antalet invånare är 1 115.
Terrängen runt Býšť är platt.Runt Býšť är det ganska tätbefolkat, med 70 invånare per kvadratkilometer. Närmaste större samhälle är Hradec Králové, 10,2 km nordväst om Býšť. Trakten runt Býšť består till största delen av jordbruksmark.